# Stellaria aphanantha
Stellaria aphanantha är en nejlikväxtart som beskrevs av August Heinrich Rudolf Grisebach. Stellaria aphanantha ingår i släktet stjärnblommor, och familjen nejlikväxter. Inga underarter finns listade i Catalogue of Life.